# Jakob Langenauer

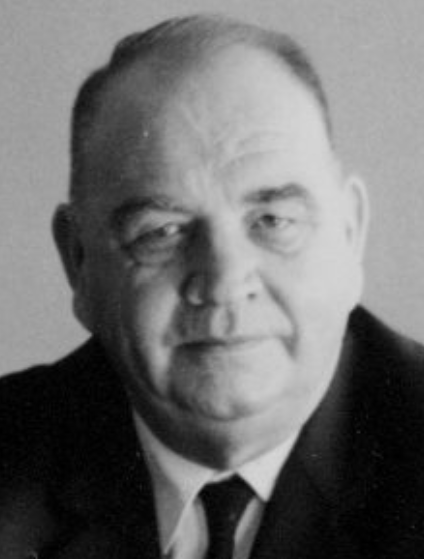
Jakob Langenauer

Jakob Langenauer (Rehetobel, 2 juli 1913 – Rehetobel, 14 april 1981) was een Zwitsers politicus.
Jakob Langenauer bezocht de kantonschool in Trogen en de Handelsschool in Neuchâtel. Hij volgde vervolgens een opleiding tot textielkoopman in Sankt Gallen. In 1943 nam hij met zijn broer de weverij en touwknoperij in Rehetobel van zijn vader over.
Jakob Langenauer was ook politiek actief. Jarenlang was hij partijloos, maar later sloot hij zich aan bij de Vrijzinnig Democratische Partij van Appenzell Ausserrhoden (FDP A.Rh.; afdeling van de Vrijzinnig Democratische Partij in het kanton Appenzell Ausserrhoden). Hij was van 1946 tot 1953 wethouder (Gemeinderat) in Rehetobel. Van 1950 tot 1953 was hij burgemeester (Gemeindehauptmann) van die gemeente.
Jakob Langenauer was van 1953 tot 1972 lid van de Regeringsraad van Appenzell Ausserrhoden. Hij beheerde achtereenvolgens de departementen voor Belastingzaken (1953-1956) en Financiën (1956-1972). Van 1959 tot 1962, van 1965 tot 1968 en van 1971 tot 1972 was hij Regierend Landammann (dat wil zeggen regeringsleider) van Appenzell Ausserrhoden.
Hij overleed op 67-jarige leeftijd.